# Calès (Lot)
Calès is een gemeente in het Franse departement Lot (regio Occitanie) en telt 127 inwoners (2004). De plaats maakt deel uit van het arrondissement Gourdon.

## Geografie
De oppervlakte van Calès bedraagt 35,3 km², de bevolkingsdichtheid is 3,6 inwoners per km².
De onderstaande kaart toont de ligging van Calès (Lot) met de belangrijkste infrastructuur en aangrenzende gemeenten.

## Demografie
Onderstaande figuur toont het verloop van het inwonertal (bron: INSEE-tellingen).